# Winslow Hall
Winslow William Hall (* 15. Mai 1912 in Oakland; † 27. Dezember 1995 in Dutch Flat) war ein US-amerikanischer Ruderer.
Hall studierte an der University of California, Berkeley und gehörte dem Ruderteam der Universitäts-Sportmannschaft Golden Bears an. Die Golden Bears hatten bereits bei den Olympischen Spielen 1928 den US-Achter gestellt und Gold gewonnen. Bei den Olympischen Spielen 1932 in Los Angeles bildeten erneut die Bears von Trainer Ky Ebright den Achter. In der Aufstellung Edwin Salisbury, James Blair, Duncan Gregg, David Dunlap, Burton Jastram, Charles Chandler, Harold Tower, Winslow Hall und Steuermann Norris Graham gewann der US-Achter mit zwei Zehntelsekunden Vorsprung vor den Italienern die Goldmedaille.
Nach Abschluss seines Studiums der Ökonomie war Hall in der Industrie tätig. Im Zweiten Weltkrieg diente Hall bei der US Navy, ausgezeichnet mit fünf Battle Stars stieg er zum Lieutenant Commander auf. Nach dem Ausscheiden aus der Navy war Hall Präsident einer Zuckerfirma. Daneben war Winslow Hall in der Lokalpolitik von Piedmont aktiv.